# Kim Yong-Ik (judoka)
Kim Yong-Ik (17 de mayo de 1947) es un deportista norcoreano que compitió en judo. Participó en los Juegos Olímpicos de Múnich 1972, obteniendo una medalla de bronce en la categoría de –63 kg.

## Palmarés internacional
| Juegos Olímpicos | Juegos Olímpicos | Juegos Olímpicos  | Juegos Olímpicos |
| Año              | Lugar            | Medalla           | Categoría        |
| ---------------- | ---------------- | ----------------- | ---------------- |
| 1972             | Múnich (RFA)     | Medalla de bronce | –63 kg           |